# جزر مبعثرة في المحيط الهندي
الجزر المبعثرة في المحيط الهندي ((بالفرنسية: Îles Éparses)‏ أو Îles éparses de l'océan indien) تتكون من أربع جزر مرجانية صغيرة، وهي شعب حلقي، وشعاب في المحيط الهندي، وشكلت الضاحية الخامسة من الأراضي الفرنسية الجنوبية والأنتارتيكية (TAAF) منذ فبراير 2007. ولا يوجد بها سكان دائمون. ثلاث من الجزر - جزر جلوريوسو، خوان دي نوفا، وجزيرة يوروبا - وباساس دا إنديا جزيرة مرجانية تقع في قناة موزمبيق غرب مدغشقر، في حين أن الجزيرة الرابعة، جزيرة تروملين، تبعد حوالي 450 كم شرق مدغشقر. أيضاً في قناة موزمبيق هو بنك دو جايسر، وهي شعاب مرجانية ضمتها مدغشقر في عام 1976. ولا تزال فرنسا ترى بنك دو جايسر كجزء من جزيرو إيبارسيه.[بحاجة لمصدر]

## الجغرافيا
يمتد المحيط الهندي على مساحة شاسعة، ويحتوي على العديد من الجزر، منها الكبيرة والصغيرة. من بين هذه الجزر:
- جزر المالديف: تتكون من حوالي 1200 جزيرة، وتشتهر بشواطئها الرملية البيضاء ومياهها الفيروزية. تعتبر وجهة مثالية للغوص والسباحة.
- جزيرة سقطرى: تقع قبالة سواحل اليمن، وتعتبر من أكثر الجزر تنوعًا بيولوجيًا في العالم، حيث تحتوي على العديد من الأنواع النباتية والحيوانية الفريدة.
- جزيرة موريشيوس: تشتهر بجمال طبيعتها وتنوعها الثقافي، وتعتبر وجهة سياحية شهيرة للزوار من جميع أنحاء العالم.
- جزيرة يوروبا: تقع في المحيط الهندي، وهي جزيرة صغيرة تابعة لجمهورية فرنسا. تشتهر بتنوعها البيولوجي، وتعتبر موطنًا للعديد من الأنواع النادرة من النباتات والحيوانات.
- جزيرة تروملين: تقع أيضًا في المحيط الهندي، وهي جزيرة صغيرة تابعة لجزر القمر. تتميز بشواطئها الجميلة وطبيعتها الخلابة، وتعتبر وجهة مثالية للزوار الذين يبحثون عن الهدوء والاسترخاء.

## الثقافة
تتميز الجزر في المحيط الهندي بتنوع ثقافاتها، حيث تتأثر بالعديد من الحضارات المختلفة. يمكن للزوار استكشاف الفنون التقليدية، والموسيقى، والرقصات، والمأكولات المحلية التي تعكس تاريخ وثقافة كل جزيرة.

## السياحة
تعتبر السياحة من المصادر الرئيسية للاقتصاد في العديد من جزر المحيط الهندي. تقدم هذه الجزر مجموعة متنوعة من الأنشطة السياحية، بما في ذلك:
- الغوص: توفر المياه الصافية والشعاب المرجانية فرصة رائعة لاستكشاف الحياة البحرية.
- التنزه: يمكن للزوار الاستمتاع بالمشي في الطبيعة واستكشاف المناظر الطبيعية الخلابة.
- الاسترخاء: تعتبر الشواطئ الرملية البيضاء مكانًا مثاليًا للاسترخاء والاستمتاع بأشعة الشمس.

## التحديات البيئية
تواجه جزر المحيط الهندي العديد من التحديات البيئية، بما في ذلك:
- تغير المناخ: يؤثر ارتفاع مستوى سطح البحر على العديد من الجزر، مما يهدد بقاءها.
- التلوث: يؤثر التلوث البحري على الحياة البحرية والبيئة الطبيعية.
- السياحة المستدامة: من المهم تحقيق توازن بين السياحة والتنمية المستدامة لحماية البيئة.

## الخاتمة
تعتبر جزر المحيط الهندي وجهة ساحرة تجمع بين الجمال الطبيعي والثقافة الغنية. ومع ذلك، من الضروري الحفاظ على هذه الجزر وحمايتها من التحديات البيئية لضمان استدامتها للأجيال القادمة.